# Alexandre VII
Pour les articles homonymes, voir Alexandre et Chigi.
Fabio Chigi, né à Sienne (Italie) le 13 février 1599 et décédé à Rome le 22 mai 1667, est élu évêque de Rome le 7 avril 1655. Il est donc pape et souverain des États pontificaux: sous le nom d'Alexandre VII il gouvernera l'Église catholique de cette date à son décès en 1667. Vice-légat à Ferrare, puis nonce apostolique à Cologne et créé cardinal le 19 février 1652 par le pape Innocent X. Il fut élu à l'unanimité 237e évêque de Rome et pape. 
Il commence sa carrière comme Légat apostolique et occupe divers postes diplomatiques au Saint-Siège. Il est ordonné prêtre en 1634 et devient évêque du diocèse de Nardò-Gallipoli en 1635. Il est transféré en 1652 et devient évêque du diocèse d'Imola. Le pape Innocent X le nomme secrétaire d'État en 1651.
Au début de sa papauté, Alexandre, qui est considéré comme un antinépotiste au moment de son élection, vit simplement ; plus tard, cependant, il procure des emplois à ses proches, qui gagnent en influence dans son administration. Cette dernière œuvre pour soutenir les Jésuites. Les relations de son administration avec la France sont tendues en raison de ses frictions avec les diplomates français.
Alexandre s'intéresse à l'architecture et soutient divers projets urbains à Rome. Il compose également de la poésie. Ses écrits théologiques comprennent des discussions sur l'héliocentrisme et l'Immaculée Conception.

## De sa naissance à son élection (1599-1655)

### Jeunesse
Né à Sienne, il est membre de l'illustre famille bien connue de banquiers toscans des Chigi et petit-neveu du pape Paul V (1605-1621). Il naît du comte Flavio Chigi Ardenghesca et de Laura Marsigli, septième de onze enfants. Son père est un descendant d'Agostino Chigi et neveu du pape Paul V. Fabio reçoit une excellente éducation d'un tuteur privé, sous la supervision de sa mère. Puis il étudie à l'université de Sienne, où il obtient trois diplômes (en In utroque jure, en philosophie et en théologie), obtenant une vaste connaissance qui va de la littérature à la philosophie, de l'histoire locale à l'architecture. Dès son plus jeune âge, il montre des dons religieux et littéraires marqués, étant décrit comme austère et zélé dans la foi. Après avoir obtenu son diplôme en 1626, il s'installe à Rome, où il commence sa carrière à la curie romaine (décembre 1626).
À Rome, Fabio Chigi fait la connaissance de certains des meilleurs intellectuels de l'époque, dont Celso Cittadini et Giovanni Battista Borghese (vers 1554/55-1609). Il fréquente l'académie des Lyncéens, celle des Virtueux et l'Accademia degli Umoristi, ainsi que des personnalités telles qu'Agostino Mascardi et Giovanni Ciampoli .

### Famille
Le frère aîné de Fabio, Mario, épouse Bérénice, la fille de Tiberio della Ciala, engendrant quatre enfants, dont deux survivent : Agnes et Flavio. Flavio Chigi est créé cardinal par son oncle le 9 avril 1657. Son frère, Augusto Chigi (1595-1651), épouse Olimpia della Ciaia (1614-1640) et perpétue la lignée familiale en tant que parents d'Agostino Chigi, prince Farnèse. La sœur de Fabio, Onorata Mignanelli, épouse Firmano Bichi ; leur fils Antonio est nommé évêque de Montalcino (1652-1656) puis d'Osimo (1656-1659). Il est nommé cardinal in pectore par son oncle le 9 avril 1657 ; la nomination est rendue publique le 10 novembre 1659. Un autre de ses neveux est Giovanni Bichi, qu'il nomme amiral de la Marine pontificale.

### Diplomate du pape

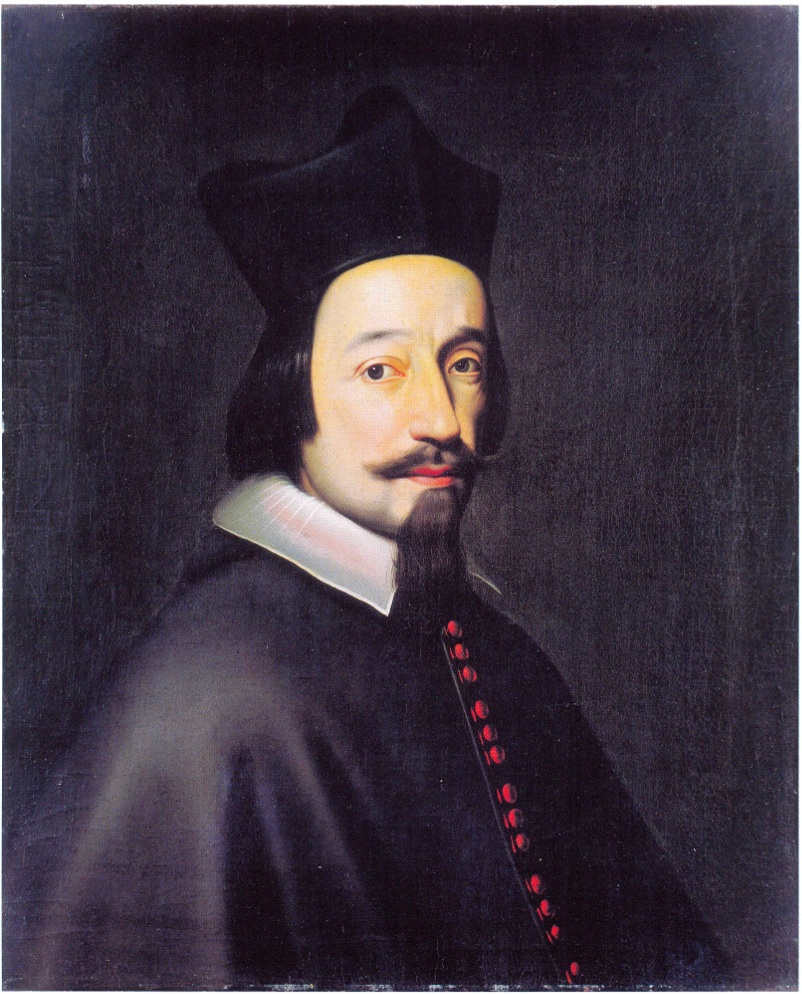
Anselm van Hulle, Fabio Chigi comme Papal Nuntius aux négociations de paix de Westphalie.

Il commence sa carrière diplomatique en 1629, envoyé par Urbain VIII comme légat apostolique adjoint de Giulio Cesare Sacchetti à Ferrare, puis, sur les recommandations de deux cardinaux, il est nommé inquisiteur de Malte, du 23 avril 1634 au 13 avril 1639.
En décembre 1634, il est ordonné prêtre. Il est nommé Referendarius utriusque signaturae, ce qui fait de lui un prélat et lui donne le droit d'exercer devant les tribunaux romains. Nommé évêque du diocèse de Nardò-Gallipoli, dans le sud de l'Italie, il est consacré le 1er juillet 1635 par Miguel Juan Balaguer Camarasa, évêque de Malte. Il reste dans le diocèse jusqu'au 11 juin 1639, date à laquelle il est nommé Nonce apostolique à Cologne. Il y soutient la condamnation par Urbain VIII du livre hérétique Augustinus de Cornelius Jansen, évêque d'Ypres, dans la bulle papale In eminenti de 1642.
Chigi représente le Saint-Siège dans les négociations de paix entre les puissances impliquées dans la guerre de Trente Ans, qui conduit aux traités de Westphalie. Devant les monarques européens, il exprime ouvertement ses propres opinions contraires aux modalités du traité et refuse de le signer, comme contraire aux intérêts de l'Église : l'évêque Chigi (et d'autres délégués catholiques) refuse de délibérer avec des personnes que l'Église catholique considère comme des hérétiques. Des négociations ont donc eu lieu dans deux villes, Osnabrück et Münster en Westphalie, avec des intermédiaires faisant la navette entre les délégués protestants et catholiques. Chigi, bien sûr, proteste au nom de la papauté, lorsque les traités sont finalement achevés,. Le pape Innocent lui-même déclare que la paix « est nulle, non avenue, invalide, injuste, maudite, réprouvée, inepte, vide de sens et d'effet pour toujours ». La Paix met fin à la guerre de Trente Ans (1618-1648) et établit l'équilibre du pouvoir européen qui durera jusqu'aux guerres de la Révolution française (1789).
Le 13 mai 1652, il est transféré à l'évêché d'Imola.

### Secrétaire d'État et cardinal
Le pape Innocent X (1644-1655) rappelle Chigi à Rome. En décembre 1651, il le nomme  secrétaire d'État,. Il est créé cardinal par Innocent X lors du consistoire du 19 février 1652, et le 12 mars reçoit le titre de Cardinal-Prêtre de l'église Santa Maria del Popolo.

### Conclave de 1655
Fabio Chigi est élu pape au palais du Vatican le 7 avril 1655 à la mort d'Innocent X, le 1er janvier 1655, après quatre-vingts jours de conclave, prenant le nom d'Alexandre VII, et est consacré le 18 avril par le cardinal Giangiacomo Teodoro Trivulzio.
Le conclave s'ouvre le 18 janvier ; 64 cardinaux prennent part au dernier vote. D'une durée de plus de trois mois, c'est le plus long conclave des cent dernières années. Les cardinaux forment quatre groupes : un dirigé par Francesco Barberini (1597-1679), puis les deux groupes traditionnels, espagnol dirigé par Carlo de' Medici, doyen du Collège des cardinaux, et français, dirigé par Rinaldo d'Este (cardinal), et enfin un groupe de cardinaux indépendants, c'est-à-dire sans lien avec aucun monarque, dirigé par Decio Azzolino (1623-1689).
Dans un premier temps, le parti espagnol l'emporte, car il est plus nombreux et plus actif, composé de cardinaux appartenant à des familles puissantes (comme celles de la maison de Médicis, de la famille Colonna, de la famille Carafa, de la famille Capponi, de la famille Trivulzio). L'Espagne et la France s'affrontent sur la nomination de Giulio Cesare Sacchetti : voulue par les Français, elle est bloquée par les Espagnols, qui opposent leur veto. L'impasse entre les deux puissances dure plusieurs semaines, jusqu'à ce que le groupe de cardinaux indépendants se range du côté de Fabio Chigi, ce qui est décisif pour son élection.
Le nouveau pape prend probablement le nom de règne d'Alexandre à l'instigation du cardinal Barberini (décisive pour son élection), qui a suggéré qu'il s'inspire du pape Alexandre III (1159-1181).

## Pontificat

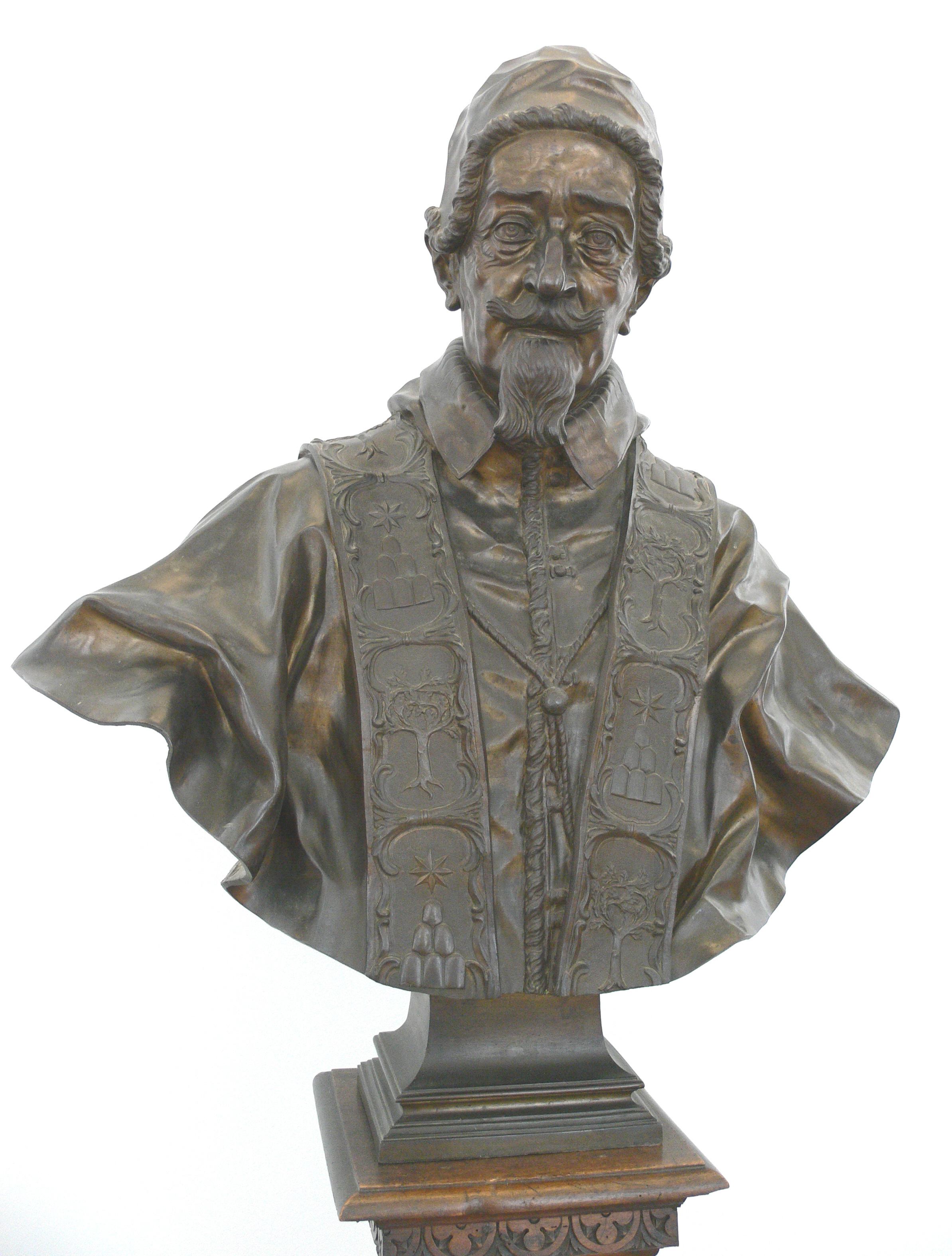
Domenico Guidi,.

### Décisions sur les questions doctrinales

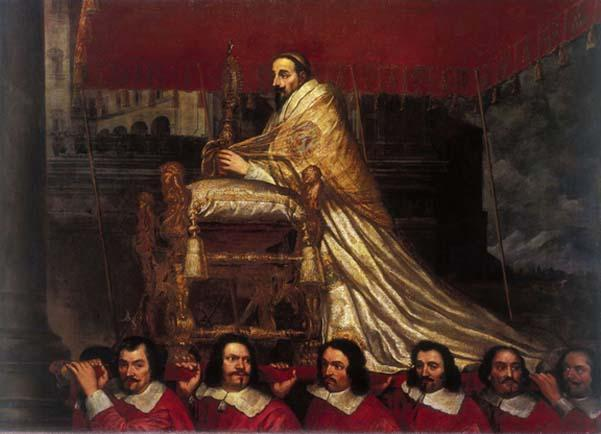
Giovanni Maria Morandi, dans la procession du Corpus Domini.

### Projets urbains et architecturaux

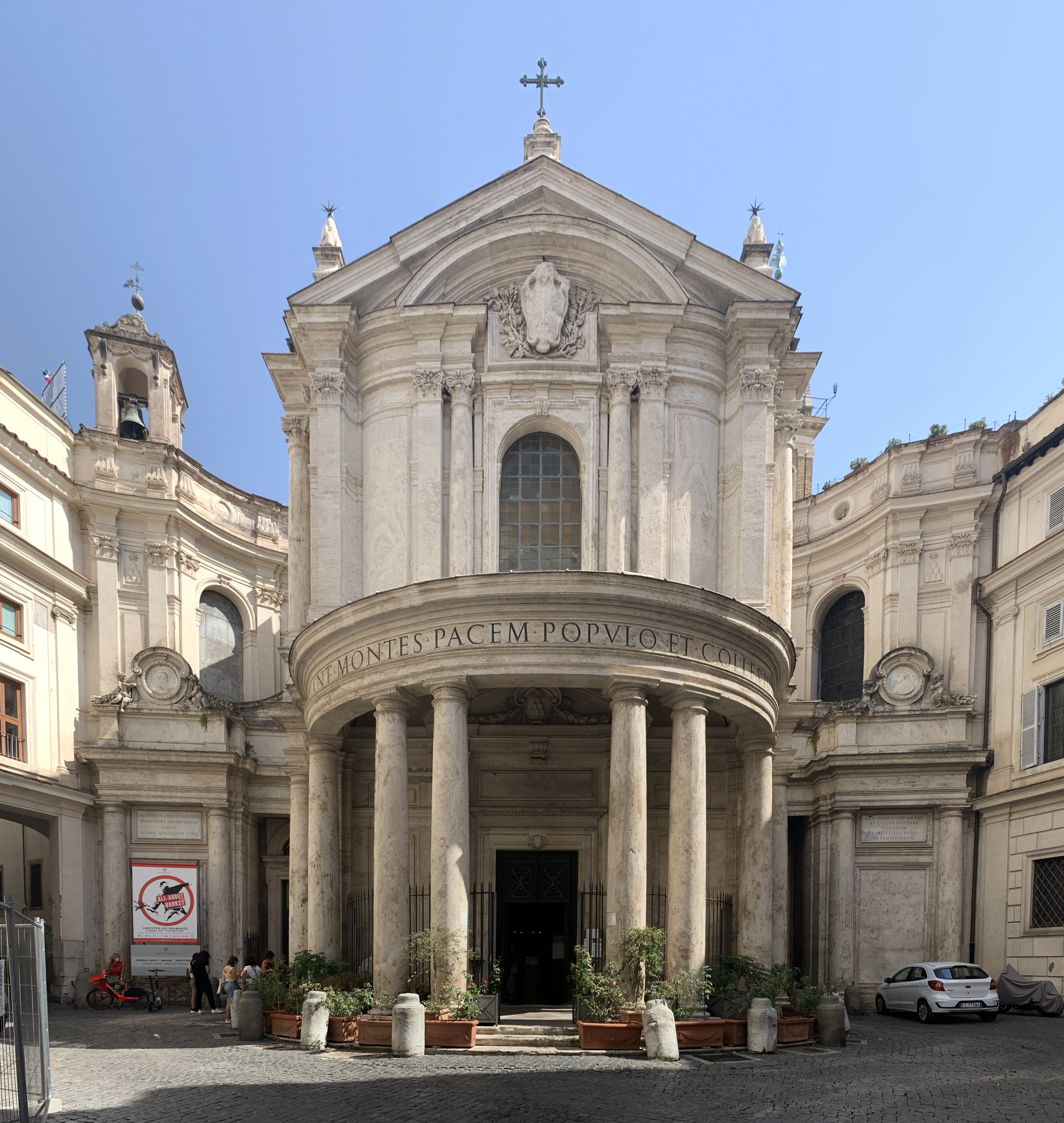
Église Santa Maria Pace.

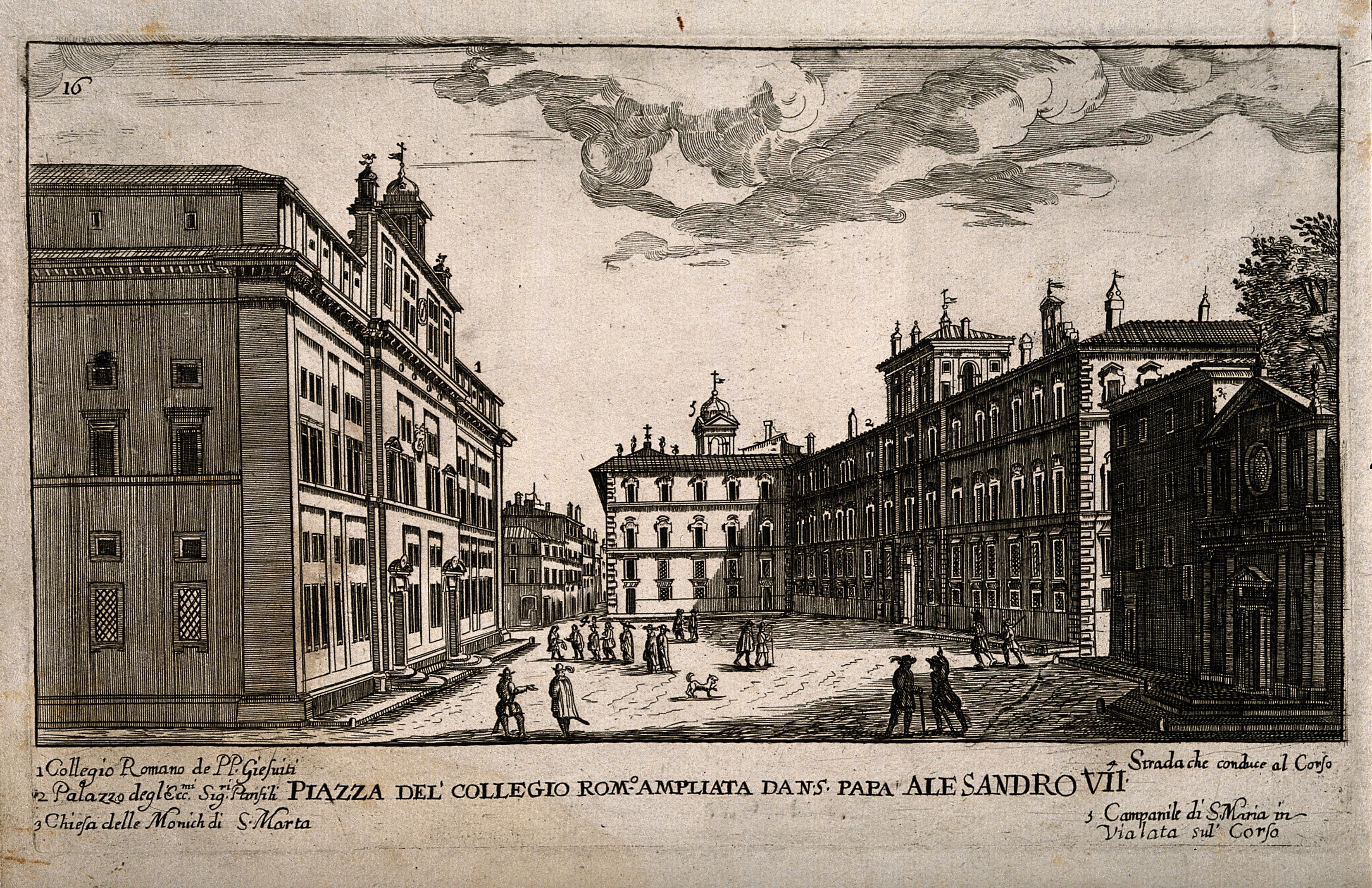
Collegium Romanum, Rome.